# Чубаров, Фёдор Михайлович
Фёдор Михайлович Чубаров - советский хозяйственный, государственный и политический деятель.

## Биография
Родился в августе 1906 года в Екатеринославской губернии. Член ВКП(б) с 1926 года.
С 1933 года - на хозяйственной, общественной и политической работе. В 1933-1980 гг. — в Политическом отделе зерносовхоза имени Т. Г Шевченко, имени К. Е. Ворошилова, начальник Политического отдела зерносовхоза имени С. М. Кирова, начальник Отдела кадров Политического управления Народного комиссариата совхозов СССР, ответственный контролёр Комиссии партийного контроля при ЦК ВКП(б), уполномоченный Комиссии партийного контроля при ЦК ВКП(б) по Кировской области, 1-й секретарь Тюменского областного комитета ВКП(б), начальник Политического отдела и заместитель начальника Сталинградской железной дороги, Московско-Рязанской железной дороги, начальник Управления руководящих кадров и учебных заведений Министерства машиностроения СССР, начальник Хозяйственного отдела, управляющий делами, секретарь комитета КПСС Государственного планового комитета СМ СССР.
Избирался депутатом Верховного Совета СССР 2-го созыва.
Умер в 1981 году в Москве.